# Collégiale Notre-Dame de Nantes
Pour les articles homonymes, voir Collégiale Notre-Dame.
La collégiale Notre-Dame, ou église royale et collégiale Notre-Dame, est une ancienne église catholique de Nantes, en France, construite à la fin du Xe siècle, et aménagée jusqu'au XVIIIe siècle. Elle fut démolie après avoir été laissée à l'état de ruine, au début du XIXe siècle. Certaines parties furent abattues à la fin du XIXe siècle. Il n'en reste que quelques traces sur des bâtiments anciens.
L'édifice a été le lieu d'inhumation des ducs Alain Barbetorte et Pierre II de Bretagne, et est donc un élément symbolique de l'histoire du duché de Bretagne.

## Histoire

### L'église

#### Chapelle Sainte-Marie
Lorsqu'Alain Barbetorte, le premier duc de Bretagne, parvient à déloger les Normands de Nantes, en 937, il s'installe dans le « château » de l'époque, qui consistait en une fortification dont la forme était grossièrement un quadrilatère. Les angles étaient approximativement situés, dans la configuration du XXIe siècle, au niveau de la porte Saint-Pierre, de l'extrémité nord-ouest de la place Dumoustier, de la place du Pilori et de l'extrémité sud-ouest du cours Saint-Pierre.
Le duc doit relever les fortifications endommagées, probablement sur la base des précédentes. À l'emplacement de l'actuelle place Dumoustier, Alain Barbetorte, fait reconstruire la chapelle Sainte-Marie pour commémorer sa victoire sur les Normands, là où préexistait une chapelle déjà consacrée à Marie. Il meurt en 952, et est inhumé dans l'église Saint-Donatien, puis son corps est transféré dans la chapelle Sainte-Marie.
La chapelle est donnée en 1074 aux religieux de l'abbaye Sainte-Croix de Quimperlé. Cette possession est ensuite contestée par l'évêché de Nantes, qui se voit confirmer ses droits en 1135, et par les bénédictins de l'abbaye Saint-Sauveur de Redon qui en obtiennent la propriété après un procès, en 1172. La chapelle est alors administrée par des moines.

#### Collégiale Notre-Dame
L'église Sainte-Marie, sans doute transformée, est érigée en collégiale, sous le nom de Notre-Dame de Nantes, par l'évêque de Nantes Daniel Vigier, en 1325. Le chapitre de chanoines de cette nouvelle collégiale est composée de dix-neuf membres. En 1456, après un litige avec le prieur du couvent lié à l'église, le chevecier de Nantes est nommé seul à la tête de la collégiale, le prieuré auparavant attaché à l'édifice est dès lors lié à la chapelle Notre-Dame-de-Toutes-Joies.

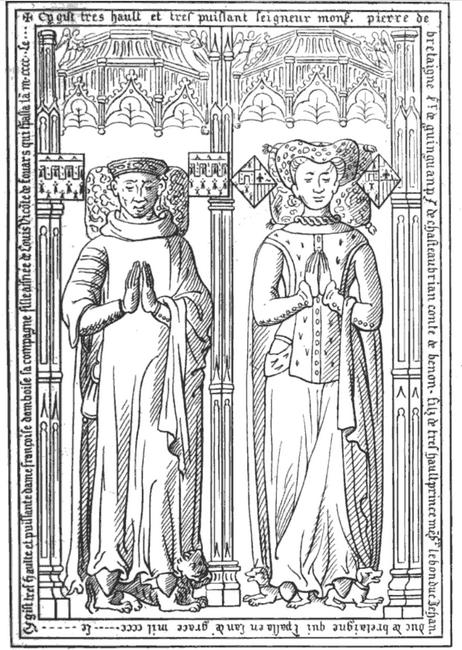
Dessin de la pierre tombale de la sépulture de Pierre II de Bretagne et Françoise d'Amboise, par François Roger de Gaignières.

Le sanctuaire a abrité le tombeau prévu pour accueillir les dépouilles du duc Pierre II de Bretagne et de son épouse Françoise d'Amboise. Sous le règne de son père, Pierre II fait part, dans son testament de 1443, de son intention d'être inhumé dans la collégiale. Devenu duc, il fait rénover l'église, et fait construire l'abside et une flèche à six pans surmontant six clochetons, réalisée après sa mort. Si la sépulture ducale (réalisée après 1443) était recouverte d'une dalle figurant les deux époux, seul le corps de Pierre II y fut déposé, Françoise d'Amboise ayant été inhumée dans le monastère des Couëts, sur le territoire de l'actuelle commune de Bouguenais, qu'elle avait fondé et où elle finit ses jours.
Arthur III poursuit les travaux en 1457/1458, puis c'est François II qui prend la suite, en faisant édifier l'aile nord du chœur. En 1461, les premières fonctions attribuées par François II lors de la création à Nantes de l'université de Bretagne sont confiées au chapitre de la collégiale Notre-Dame. Le duc fait restaurer le tombeau de Barbetorte. Il fait ensuite construire l'aile droite du chœur, et, après ces travaux, l'église est de nouveau consacrée, le 12 mai 1476. Entre-temps, en 1470, le cimetière est bénit par l'évêque de Nantes, Amauri d'Acigné.
Après son exécution par pendaison, en 1485, le corps de Pierre Landais, grand Trésorier de Bretagne tombé en disgrâce, est déposé dans la collégiale Notre-Dame, son enfeu se trouvant plus précisément dans la chapelle de la Madeleine, au nord-est de l'église.
De la même manière, Jean de Rouville, vice-chancelier de Bretagne, fait construire la chapelle Saint-Claude à la fin du XVe siècle. En 1514 c'est Thomas Regis qui fait édifier une chapelle, puis c'est le tour de Philippe Quesnouards, chapelle des Havards et Quenouards, où se trouve l'enfeu de sa famille, à l'emplacement de sa maison prébendale. Deux autres chapelles sont projetées et autorisées, mais ne figurent pas sur les plans parvenus jusqu'aujourd'hui :
- la chapelle de Jean de Compludo et Françoise d'Astoudilla Lerma, seigneurs de Lyvernière et de la Sauvionnyère, à l'extérieur de la collégiale, jouxtant la chapelle Saint-Eustache ;
- une chapelle, évoquée en 1614, dont l'accès direct se serait fait via une ouverture entre le tombeau de Barbetorte et l'autel paroissial, selon une permission accordée à Pierre Ménardeau et Françoise Hus, exécuteurs testamentaires de Guillaume Bernard, sieur du Portricq[9].

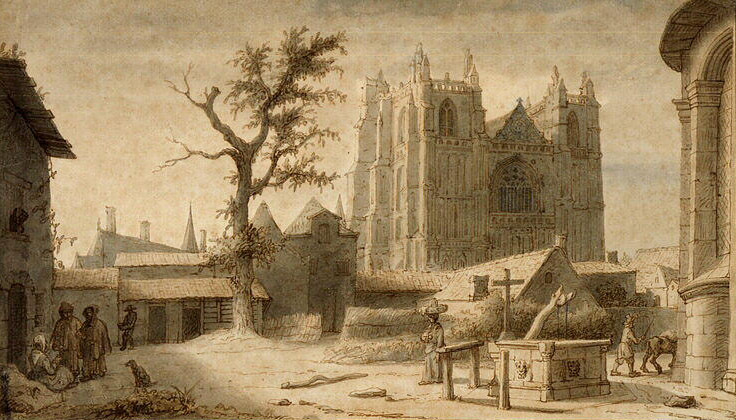
Lavis, aquarelle de Lambert Doomer réalisée en 1646. En représentant la cathédrale, le peintre donne, sur la droite, un aperçu d'une portion de l'abside de la collégiale, et du puits situé au nord-est de celle-ci.

La fille de François II, Anne de Bretagne, fait, en 1506, édifier l'aile gauche du chœur. Plusieurs chapelles viennent compléter l'édifice : les chapelles Saint-Claude (ou de Rouville), Saint-Thomas, Saint-Jacques et Saint-Philippe (après 1533), et une autre en 1548.
Des travaux sont effectués sur l'église jusqu'en 1745, et même 1746 puisque le carrelage est semble-t-il refait cette année-là, au prix de la disparition de nombreuses dalles d'enfeus.

#### Destruction progressive de l'église
Lors de la Révolution, l'église sert d'écurie pour 300 chevaux. Puis elle est vendue en tant que bien national. Les premiers acquéreurs, en 1793, sont Marguerite Gautier, veuve Poinson Burot, et Henri Pierre Orillard, négociant spécialisé dans la confection d'indiennes. En 1798, Louis Tourmeau acquiert la partie est de l'église. La séparation en deux parcelles provoque la création d'une « rue » passant sous le clocher de l'église, la coupant en deux. La partie ouest du bâtiment change de propriétaire, le fondeur Pierre-Jean Mouillé l'achetant en 1801. Cette année-là, la flèche est détruite par la foudre.
En 1803, l'ingénieur Pierre Fournier est chargé de procéder à la destruction d'une grande partie de l'église. À cette occasion, il explore le tombeau de Pierre II de Bretagne, et y découvre, en lieu et place des restes du duc, un mannequin. Cette découverte n'a pas eu d'explication par la suite, l'hypothèse d'un stratagème permettant au duc de finir sa vie incognito étant souvent évoquée. Cependant, en 1894, une analyse de la découverte tendait à démontrer qu'il s'agissait sans doute d'une méprise, le tombeau de Pierre II ayant sans doute été détruit avant 1803.
La vente par famille Tourmeau d'une partie des bâtiments achetés en 1798 a été consignée sur papier, ce qui permet de certifier qu'en 1814, une tour était accessible par un escalier, éléments de l'ancienne église. François-Jean-Baptiste Ogée, architecte voyer, constate en 1816 que l'église est « coupée en deux » (au niveau de la rue Saint-Denis).
La partie ouest de l'ancienne collégiale, achetée par Pierre-Jean Mouillé en 1801, est exploitée par un autre fondeur originaire de Suisse francophone, Pierre Siméon Voruz (1763-1819), arrivé en France en 1780. Il s'est marié à Nantes en 1786 avec la sœur d'un fondeur, Guillaume Cossée, et est parent par alliance de Pierre-Jean Mouillé. Le frère de Pierre Siméon, Jean Samuel Voruz (1772-1827), arrive lui en France en 1790. En 1808, la famille Voruz rachète l'ancienne collégiale à Pierre-Jean-Mouillé. Cependant, les fondeurs cherchent à mettre un terme à l'éparpillement de leurs sites de production. Outre l'ancienne collégiale, ils ont également des ateliers dans l'ancien cloître des Cordeliers, rue Galilée (actuelle rue du Calvaire), et rue du Peuple-Français (actuelle rue du Roi-Albert). C'est en 1829 que les fils de Jean Samuel Voruz, Pierre Samuel (1806-1830) et Jean Simon (1810-1896), achètent un site dans le quartier Launay (près de l'actuelle place Canclaux) pour regrouper leurs activités.
La mairie de Nantes achète la « propriété Voruz » (partie ouest de l'église, à partir du niveau de la rue Saint-Denis) en 1828 ou 1829, dans le but d'aménager une nouvelle place, appelée par anticipation « place du Marché ». En 1830, l'angle nord-est de l'îlot subsistant est détruit pour permettre la construction d'un bâtiment, l'« hôtel Plumard », par l'entrepreneur Perraudeau fils,. La « place du Marché » est baptisée place Dumoustier le 23 janvier 1832. En 1835, la municipalité y fait apposer une plaque à la mémoire de Françoise d'Amboise. Le plan cadastral établi cette année-là permet de constater la conservation (au sol) du tracé de l'abside, d'une partie du chœur et des chapelles latérales.
En 1866, le projet d'aménagement de la place Saint-Pierre prend forme, sous la conduite de l'ingénieur Lechalas. La chapelle Saint-Thomas est détruite, la rue Portail est percée. En 1869, des plans sont dressés sur un bâtiment de la rue Ogée (au nord-est de l'ancienne collégiale), mettant en évidence des éléments de la structure de l'ancienne église. Entre 1873 et 1893, d'autres constructions sont entreprises sur ces parcelles. Cependant, les immeubles de cette zone ont conservé des éléments bâtis anciens, contrairement à ce qui a été réalisé autour de la place Saint-Pierre.
En 2011, des travaux de ravalement ont révélé, le long de la rue Portail, des vestiges dans le mur sud des habitations de la rue Ogée. Ces vestiges ont été laissés apparents.

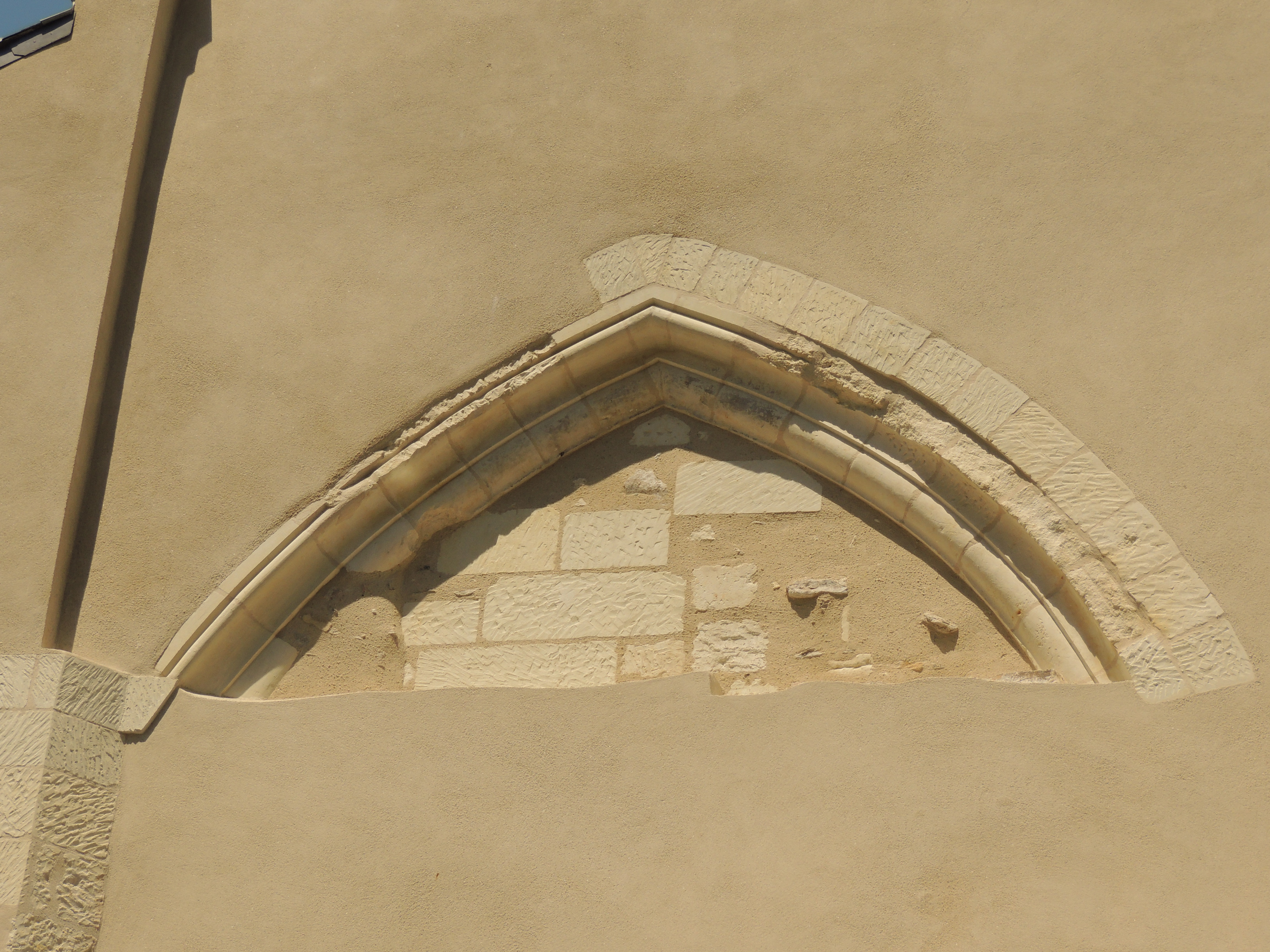
Reste d'arc brisé visible sur un pignon de d'immeuble.
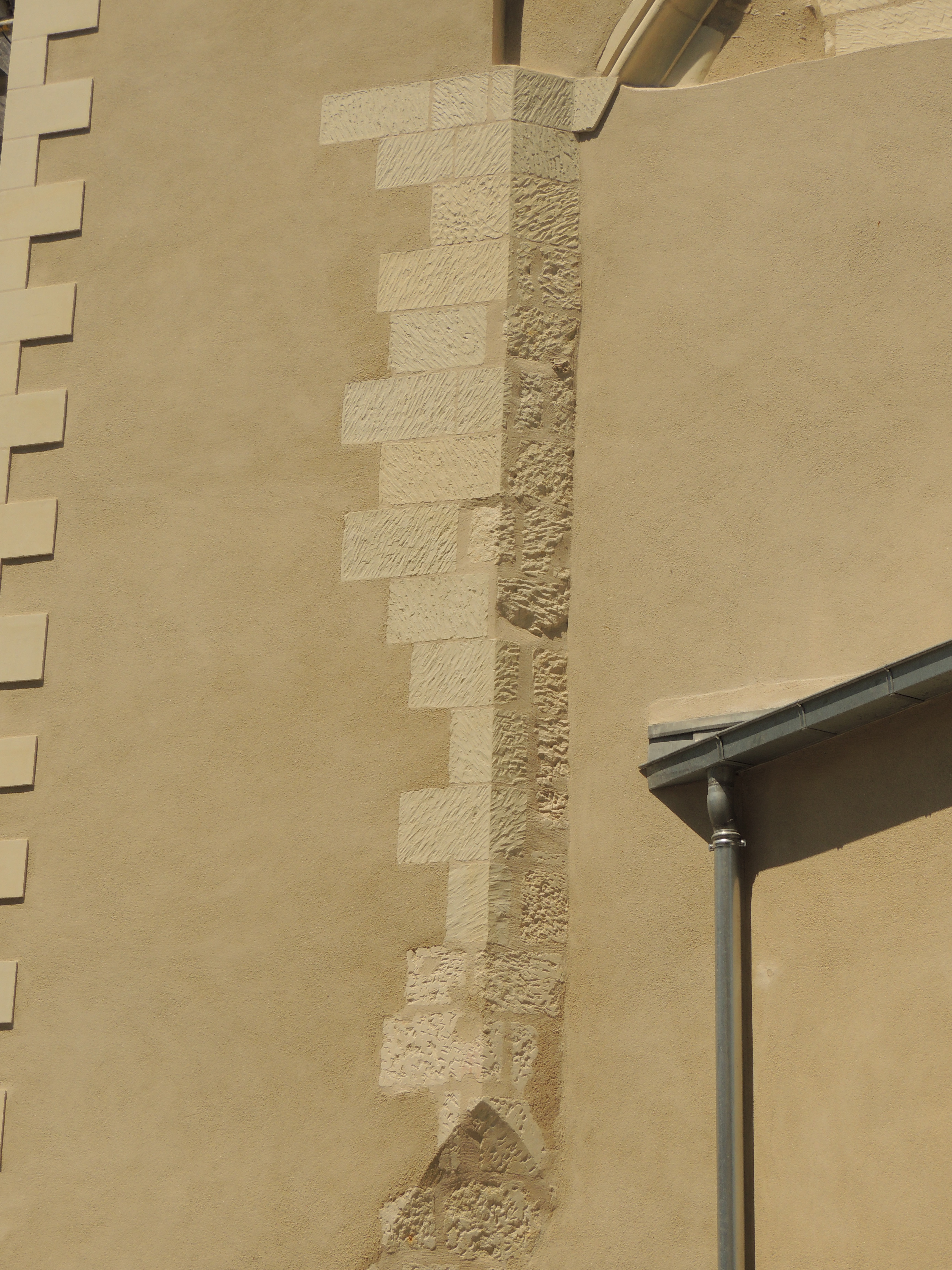
Vestige de colonne.
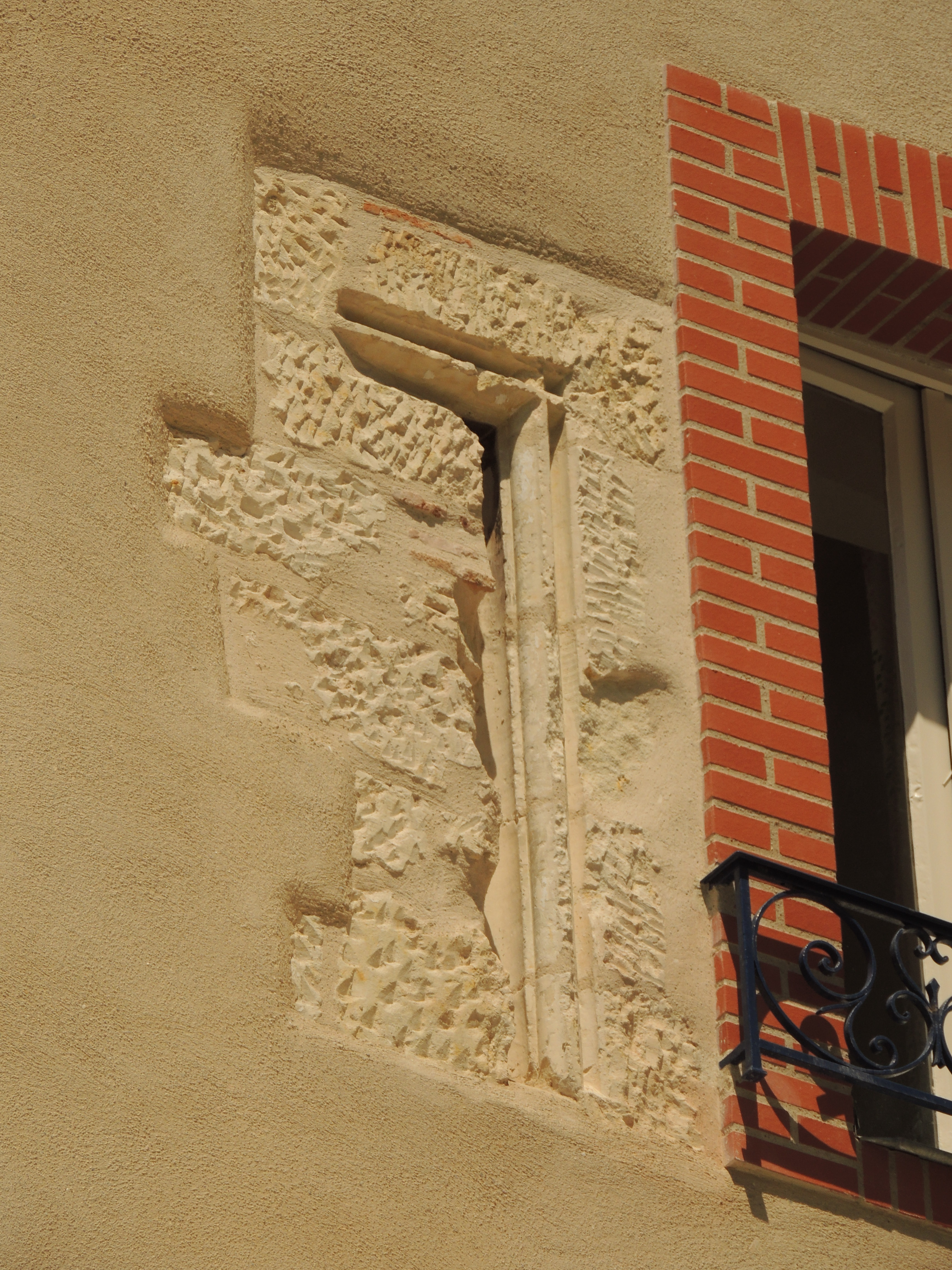
Vestige d'ouverture.
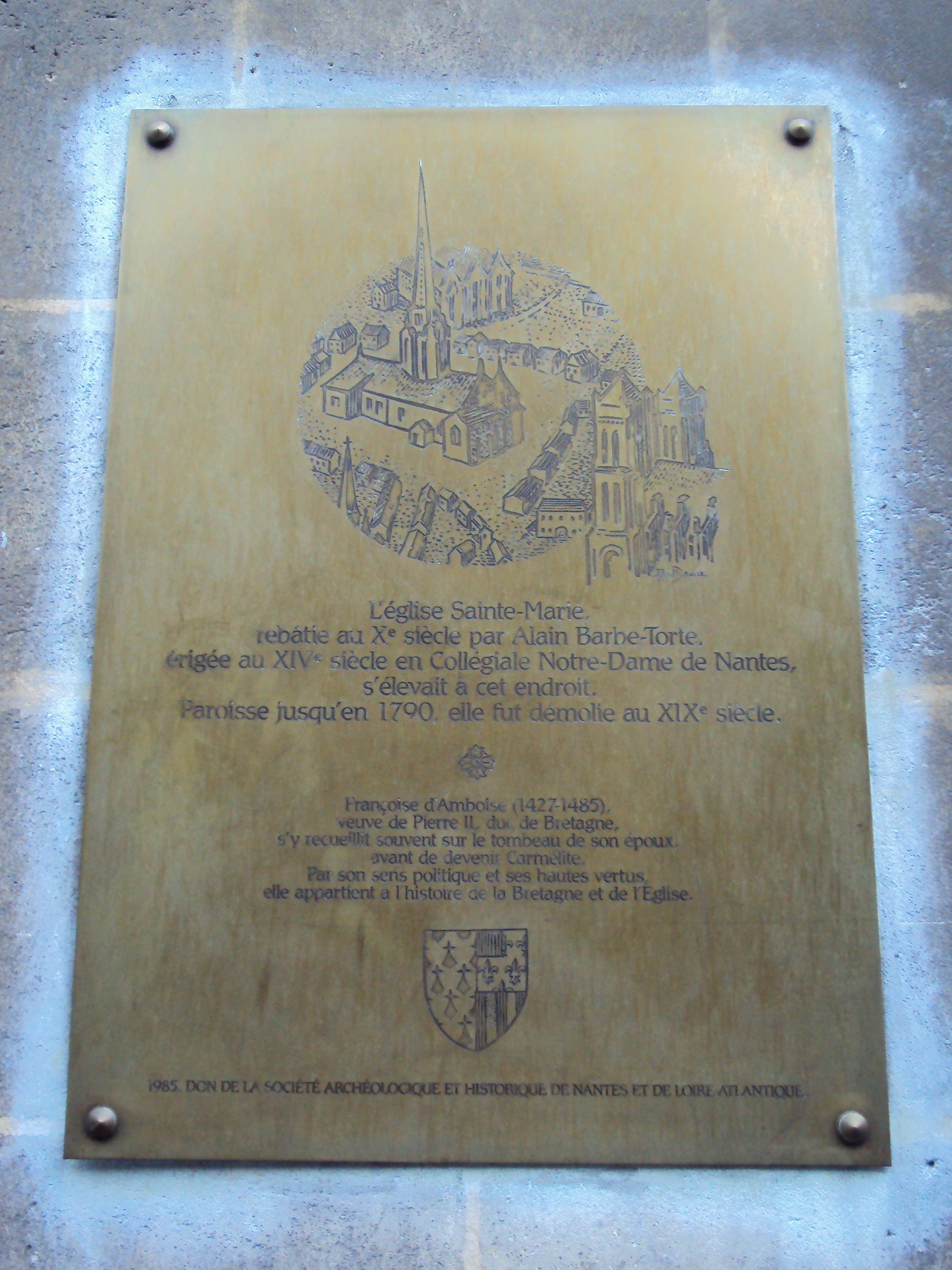
Plaque commémorative, place Dumoustier.

### Chapelle Saint-Thomas
La chapelle Saint-Thomas est construite de 1514 à 1524 sous l'impulsion de l'évêque de Dol Thomas II Le Roy. Après la mort de celui-ci, son cœur est transféré dans l'édifice qui porte son nom. Cette chapelle n'est achevée qu'en 1644.

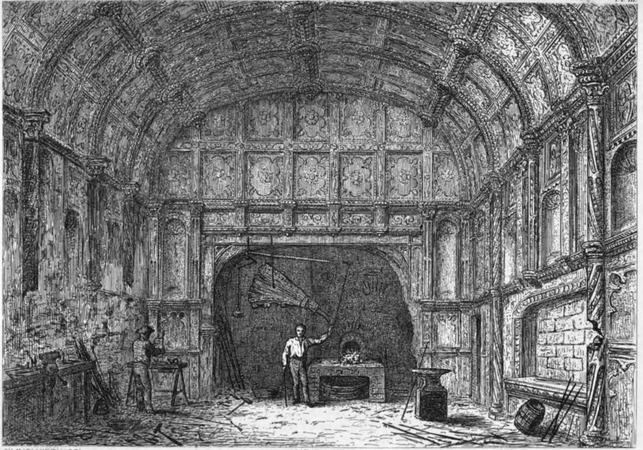
L'intérieur de la chapelle Saint-Thomas transformée en forge, au début du XIXe siècle.

Elle échappe à la destruction consécutive à l'ouverture de la « place Notre-Dame » en 1831, et connaît une histoire indépendante de l'église dans laquelle elle était incluse. Elle sert d'abord de dépôt de cercueil de la ville. En 1836, Prosper Mérimée, en visite dans l'Ouest, constate son état de délabrement, et, certain de la valeur architecturale de l'édifice, il écrit au préfet de la Loire-Inférieure et au conseil municipal que « c'est pitié de voir une ruine si intéressante négligée de la sorte ». La chapelle fait partie des trois seuls bâtiments de Nantes ayant retenu l'attention de Mérimée, avec le château et la cathédrale.
Puis l'édifice est utilisé comme magasin pour un facteur d'orgue, et comme atelier de forgeron.
En 1865, Arthur Le Moyne de La Borderie, sous le pseudonyme de Louis de Kerjean, demande de surseoir à la destruction programmée de la chapelle. Ange Guépin soumet au conseil municipal une proposition de Louis Cailleau (1823-1890), dit frère Louis, directeur de l'institution pour enfants sourds de La Persagotière, de reconstruire la chapelle Saint-Thomas dans son établissement. La solution n'est pas retenue. Le 7 août 1866, l'architecte de la ville établit le devis pour deux opérations : la reconstruction de la chapelle dans le cimetière La Bouteillerie, ou la remise à la Société nantaise d'archéologie de toutes les pierres sculptées. Le conseil municipal suit la recommandation du rapporteur de la commission chargée d'étudier cette affaire, Louis Mathurin Babin-Chevaye, qui, arguant de l'état de ruine de la chapelle et du coût trop élevé d'une reconstruction, propose la destruction,. La chapelle Saint-Thomas est détruite en 1866, quelques éléments architecturaux étant conservés pour construire un porche intérieur de la chapelle de l'Oratoire.
Actuellement, les éléments subsistants de la chapelle sont conservés (mais non exposés) au musée Dobrée.

## Tombeaux etenfeus
Outre celles d'Alain Barbetorte, de Pierre II de Bretagne et de Pierre Landais, la collégiale Notre-Dame a également accueilli les sépultures de personnalités nantaises jusqu'à la fin du XVIIIe siècle.
Par exemple, en 1428, Gilles de Lesbiest (ou d'Elbiest), capitaine de la ville et du château de Nantes, seigneur de Thouaré, et son épouse Béatrix de Lande, dame de Guihen et de Thouaré (morte en 1422). Le cœur du fondateur de la chapelle Saint-Thomas, Thomas Le Roy, est placé sous l'autel ; une reproduction de la gravure figurant sur sa « tombe » a été conservée. Salomon de La Tullaye, arrière-petit-neveu et héritier de Thomas Le Roy, après rénovation de la chapelle, y fait installer un enfeu, où sont par la suite inhumés les membres de la famille de La Tullaye.
À noter que d'après Joëlle Quaghebeur, "il est envisageable" que la tombe n°2 de l'abbaye de Landévennec soit en fait celle d'Alain Barbetorte.

#### Ouvrages anciens
- Pitre de Lisle du Dréneuc, Les tombeaux des ducs de Bretagne, Vannes, Lafolye, 1894, 67 p. (BNF 30824132, lire en ligne).
- Camille Mellinet, La Commune et la milice de Nantes, vol. 1, 1840, 453 p. (BNF 30923038, lire en ligne).
- Stéphane de La Nicollière-Teijeiro, Église royale et collégiale de Notre-Dame de Nantes, Nantes, Vincent Forest et Émile Grimaud, 1865, 438 p. (BNF 30736346, lire en ligne).
- E. Sioch'an de Kersabiec, « Un dernier mot sur la collégiale de Nantes », dans Bulletin de la Société Archéologique de Nantes et du Département de la Loire-Inférieure, Volume 7, Nantes, Imprimerie de Vincent Forest et Émile Grimaud, 1867, 312 p. (lire en ligne), p. 109-114

#### Ouvrages utilisés pour la rédaction de l'article
- Philippe Joëssel, « Les surprises d'un touriste autour de l'église royale et collégiale de Nantes », Cahiers de l'académie littéraire de Bretagne et des Pays de la Loire, Académie littéraire de Bretagne et des Pays de la Loire, no 32 - Lieux disparus de Nantes,‎ 1995 (ISSN 2258-7462, BNF 34407402).
- Henri de Berranger, Évocation du vieux Nantes, Paris, Les Éditions de Minuit, 1975 (réimpr. 1994), 2e éd. (1re éd. 1960), 300 p. (ISBN 2-7073-0061-6, OCLC 312748431).
- Lenny Charrier, « La collégiale Notre-Dame de Nantes », dans Bulletin de la société archéologique et historique de Nantes et de Loire-Atlantique, t. 145, Nantes, Société archéologique et historique de Nantes et de Loire-Atlantique, 2010, 359 p. (ISSN 1283-8454), p. 81-107.
- Claude Cosneau (dir.), Iconographie de Nantes, Nantes, musée Dobrée, 1978, 224 p. (BNF 34612558).
- Yannick Le Marec, Nantes au XIXe siècle : du fleuve à la ville, Nantes, Siloë, 2001, 111 p. (ISBN 2-84231-194-9).
- Yannick Le Marec, L'industriel et la cité : Voruz, fondeur nantais, Nantes, éditions MeMo, coll. « Carnets d'usines », 2006, 104 p. (ISBN 2-910391-93-0).
- Éric Lhomeau, L'archi-imposture : Le patrimoine nantais, Nantes, Le Veilleur de nuit, 2011, 90 p. (ISBN 978-2-9528652-9-6).
- Édouard Pied, Notices sur les rues de Nantes, A. Dugas, 1906, 331 p., p. 99-100.
- Nicole Pigeon, « Recherches », La Lettre de Nantes Renaissance, Nantes Renaissance, no 77,‎ janvier 2011 (lire en ligne).
- Jean-Baptiste Russon, L'Antique église de Notre-Dame de Nantes, 1959, 12 p. (lire en ligne).